# Kottes-Purk
Kottes-Purk är en kommun  i Österrike. Den ligger i distriktet Zwettl i förbundslandet Niederösterreich, 80 kilometer väster om huvudstaden Wien. 
Kommunen består av 32 orter (Ortschaften) (inom parentes invånarantal 1 januari 2024):

- Bernhards (17)
- Dankholz (48)
- Doppl (4)
- Elsenreith (130)
- Ensberg (4)
- Ernst (2)
- Felles (23)
- Fohra (14)
- Gotthardschlag (27)
- Gschwendt (37)
- Günsles (15)
- Heitzles (56)
- Hörans (10)
- Kalkgrub (47)
- Koppenhof (12)
- Kottes (387)
- Leopolds (22)
- Münichreith (28)
- Pfaffenschlag (22)
- Purk (156)
- Pötzles (14)
- Reichpolds (36)
- Richterhof (19)
- Runds (27)
- Schoberhof (7)
- Singenreith (21)
- Teichmanns (33)
- Trittings (32)
- Voirans (38)
- Voitsau (98)
- Weikartschlag (49)
- Wernhies (12)